# شیبان (ارومیه)
شیبان، روستایی است از توابع بخش سیلوانه و در شهرستان ارومیه استان آذربایجان غربی ایران.

## جمعیت
این روستا در دهستان ترگور قرار داشته و بر اساس سرشماری سال ۱۳۸۵ جمعیت آن ۳۶۴ نفر (۵۰ خانوار)
بوده‌است.